# Seuillet
Seuillet är en kommun i departementet Allier i regionen Auvergne-Rhône-Alpes i de centrala delarna av Frankrike. Kommunen ligger  i kantonen Varennes-sur-Allier som ligger i arrondissementet Vichy. År 2022 hade Seuillet 483 invånare.

## Befolkningsutveckling
Antalet invånare i kommunen Seuillet
Referens: INSEE